# برافو اثنين صفر
برافو اثنين صفر هو رمز نداء بين ثمانية من القوة الجوية الخاصة التابعة للجيش البريطاني في العراق خلال حرب الخليج الثانية في يناير 1991. وفقا لحساب كريس ريان فقد أعطيت الدورية مهمة جمع المعلومات الاستخبارية وإيجاد موقع ممتاز وتجهيزه لمراقبة الطريق الرئيسي لتزويد الجيش العراقي بين بغداد وشمال غرب العراق في حين وفقا لآخر كانت المهمة هي إيجاد وتدمير قاذفات صواريخ سكود العراقية على طول 250 كيلومتر (160 ميل) وهو امتداد الطريق الرئيسي للتزويد.:35
كانت الدورية موضوع العديد من الكتب. تم تأليف كتابين وهما قائد الدورية ستيفن ميتشل والكتابة تحت الاسم المستعار أندي مكناب برافو اثنين صفر (1993) والآخر من قبل كولن أرمسترونغ والكتابة تحت الاسم المستعار كريس رايان التي حصلت بعيدا (1995) وأيضا الكتاب الثالث من زميلهما بيتر راتكليف عين العاصفة (2000) ولم تكن الكتب الثلاثة موحدة في طرح المعلومات مما أدى إلى اتهامهم من وسائل الإعلام بالكذب. الكتاب الإستقصائي برافو اثنين صفر الحقيقي (2002) من قبل مايكل آشر تتبع طريق الدورية وأجرى مقابلات مع شهود. كتاب لاحق بعنوان الجنود الخمسة ألفه عضو الدورية مايك كوبورن وصدر في عام 2004. بالنسبة لسلوك ميتشل خلال الدورية فإنه قد حصل على وسام السلوك المتميز في حين أرمسترونغ وآخرين من أعضاء الدورية (ستيفن لين وروبرت كونزيليو) منحا الميدالية العسكرية.

## أعضاء الدورية
- الرقيب ستيفن بيلي ميتشل (الحائز على وسام السلوك المتميز والميدالية العسكرية) قائد الدورية. عضو سابق في فرقة السترات الخضراء الملكية. أسر من قبل العدو ثم أطلق سراحه في وقت لاحق. مؤلف كتاب برافو اثنين صفر (1993) ويشار إليها باسم «أندي مكناب» في الكتاب.
- الرقيب فنسنت (فينس) ديفيد فيليبس ناب قائد الدورية. عضو سابق في فرقة فيلق ذخائر الجيش الملكي. مات بسبب انخفاض حرارة الجسم أثناء العمل في 25 يناير 1991.
- العريف كريس (غوردي) ريان (الاسم المستعار كولن أرمسترونغ) (الحائز على الميدالية العسكرية) عضو سابق في الدورية. العضو الوحيد من الدورية الذي نفذ من الأسر. مؤلف كتاب التي حصلت بعيدا (1995).
- الجندي أول إيان روبرت (دينغر) برينغ. عضو سابق في فوج المظليين. أسر من قبل العدو ثم أطلق سراحه في وقت لاحق.
- الجندي روبرت (بوب) غاسباري (كونزيليو) (الحائزة على الميدالية العسكرية بعد وفاته) عضو سابق في البحرية الملكية أو فوج المظليين. قتل في أثناء المعارك في 27 يناير 1991.
- الجندي ستيفن جون (ليغز) لين (الحائزة على الميدالية العسكرية بعد وفاته) كان جندي أول سابق في سرب المظليين 9 والمهندسين الملكية. مات من انخفاض حرارة الجسم أثناء العمل في 27 يناير 1991.
- الجندي مالكولم (مال) غراهام ماك غون (الحائز على شهادة بكالوريوس في جراحة الأسنان) عضو سابق في فوج المغوار الأسترالي. أسر من قبل العدو ثم أطلق سراحه في وقت لاحق. يشار إليه باسم ستان في الكتب.
- الجندي مايك (كيوي) كوبورن (اسم مستعار) عضو سابق في الخدمة الجوية الخاصة النيوزلندية. أسر من قبل العدو ثم أطلق سراحه في وقت لاحق. مؤلف كتاب الجنود الخمسة (2004). يشار إليه باسم مارك الكيوي في الكتب.

## الدورية

### الخلفية
في يناير 1991 خلال التمهيد للغزو البري لدول التحالف للعراق تمركز السرب 22 ب من القوة الجوية الخاصة في قاعدة عمليات متقدمة في المملكة العربية السعودية. قدم السرب عدد من الفرق بعيدة المدى في عمق العراق من بينهم ثلاثة دوريات تتكون كل منها من ثمانية أفراد. برافو واحد صفر وبرافو اثنين صفر وبرافو ثلاثة صفر. آشر سجل واحدة من الدوريات الثلاثة باسم برافو واحد نانر على الرغم من أنه ليس من الواضح ما إذا كان هو نفس الثلاثة المذكورة التي كتبها ريان. تشير هذه المادة باسم الدورية برافو اثنين صفر.

### الإدخال
في ليلة 22/23 يناير تم نقل الدورية في المجال الجوي العراقي بواسطة طائرة هليكوبتر من طراز شينوك تابعة لسلاح الجو الملكي البريطاني جنبا إلى جنب مع برافو واحد صفر ومركبة لاند روفر 110. على عكس برافو واحد صفر فإن الدورية قررت عدم أخذ المركبات. وفقا لحساب ميتشل فإن الدورية مشت على بعد 20 كيلومتر (12 ميل) خلال الليلة الأولى إلى الموقع المقترح لمركز المراقبة. ومع ذلك فإن كوبورن وريان ذكرا أن المسافة تبلغ 2 كيلومتر (1.2 ميل). روايات شهود العيان من رجال القبائل البدوية دعمت ما ذكره ريان وكوبورن. في حين تنص رواية ريان أن الدورية أسقطت عمدا على بعد 2 كيلومتر فقط (1.2 ميل) من مركز المراقبة بسبب الأوزان الثقيلة.
بعد فترة وجيزة سقطت الدورية على الأراضي العراقية واكتشف لين أن لديهم مشكلة في الاتصالات ولا يمكن استلام رسائل من إذاعة الدورية. ادعى ميتشل في وقت لاحق أن الدورية أصدرت ترددات راديو غير صحيحة. ومع ذلك اكتشف تقرير بي بي سي عام 2002 أنه لم يكن هناك أي خطأ بشأن الترددات لأن إرسال الدورية لوحظ في السجل اليومي للقوة الخاصة. وضع راتكليف اللوم على أجهزة الراديو الخاطئة على ميتشل كونه قائد الدورية وكانت مهمته هي التأكد من عمل معدات الدورية.

### التسوية
في وقت متأخر من بعد ظهر يوم 24 يناير تعثرت الدورية بقطيع من الغنم والراعي الشاب. معتقدين بأنهم في خطر قررت الدورية الانسحاب تاركة ورائها المعدات الزائدة. بينما كانوا يستعدون للمغادرة سمعوا ما يعتقد أنه دبابة تقترب منهم. تعرضت الدورية لمواقع دفاعية وأعدت صواريخ لاو إم 72 وانتظرت أن تأتي الدبابة في الأفق. تبين أن صوت الدبابة كان في الأصل جرافة. أدركوا أنهم الآن بالتأكيد تم اختراقهم فقرروا الانسحاب من مركزهم. بعد ذلك بوقت قصير من الانسحاب بخلسة وفقا لرواية ميتشل فقد تم تبادل لإطلاق النار مع القوات العراقية.
في عام 2001 قابل آشر الأسرة البدوية التي اكتشفت الدورية. رصدت الأسرة الدورية من قبل سائق الجرافة وليس الراعي الصغير. وفقا للعائلة فلم يتم التأكد من هوية الرجال وتم إطلاق عدة طلقات تحذيرية وعندها ردت الدورية على إطلاق النار وهربت. تحقيقات آشر في الأحداث أثبتت أن التضاريس وموقف الجيش العراقي لا يتنإسبان مع رواية ميتشل للأحداث ويستبعد شن جنود عراقيين وناقلات مصفحة الهجوم. رواية كوبورن الجنود الخمسة تدعم جزئيا رواية ميتشل للأحداث (على وجه التحديد وجود حاملة أفراد مدرعة) ويصف إطلاق مدفع رشاش دوشكا عيار 12.7 مليمتر من قبل الجنود العراقيين. في رواية ريان: «رأيت أيضا سيارة مصفحة تحمل آلة بندقية عيار 50. بطريقة أو بأخرى أنا لم أر ذلك». قدر ريان في وقت لاحق أنه أطلق 70 طلقة أثناء الحادث.

### اختيار الطواريء
معيار التشغيل الداخلي البريطاني ينص على أنه في حالة حدوث طارئ أو أي اتصال براديو الدورية فيجب أن تعود إلى نقطة التسلل الأصلية حيث المروحية ستهبط لفترة وجيزة كل 24 ساعة. تعقدت هذه الخطة من قبل موقع غير صحيح من موقع الهبوط الأولي. وصلت الدورية إلى النقطة الصغيرة الطارئة المخصصة ولكن الطائرة لم تظهر. كشف راتكليف في وقت لاحق أن ذلك يرجع إلى أن الطيار كان مريضا بينما كان في طريقه إلى النقطة مما استلزم تخليه عن مهمته.
بسبب راديو الطوارئ المعطوب الذي سمح لهم فقط بإرسال الرسائل وليس استلامها إلا أن الدورية لا يدركون أن طائرات التحالف تحاول فوقهم وتحاول الوصول إليهم. كان قائدي الطيارة على بينة من مشاكل الدورية ولكن لم يتمكنوا من الوصول إليهم. تم إطلاق العديد من الطلعات الجوية لآخر موقع للدورية في محاولة للعثور عليهم ولكن كانت القوات العراقية تعيق محاولاتهم عن طريق محاولة أسرهم.

### طريق التسلل
معيار التشغيل الداخلي للدوريات التي تتسلل من وراء خطوط العدو ينبغي عليها تخطيط طريق بحيث يمكن لأعضاء الدورية أن يعرفوا إلى أين يذهبون إذا انفصلوا عن بعضهم البعض أو حدث شيء على نحو خاطئ. أشارت خطط الدورية إلى الطريق الجنوبي نحو المملكة العربية السعودية. وفقا للسجل اليومي للقوة الخاصة خلال ذلك الوقت تل استلام إرسال من الدورية في 24 يناير. سجل قراءة «صنع برافو اثنين صفر الاتصال مرة أخرى، كان من المعقول أن نفترض أنها كانت تتجه نحو الجنوب» على الرغم من حقيقة أن الدورية توجهت إلى الشمال الغربي نحو الحدود السورية. تشير رواية كوبورن أنه خلال مرحلة التخطيط للبعثة فإن سوريا كانت الوجهة الموافق عليها لتطبيقها. كما أشار إلى أن هذا كان بناء على نصيحة من قائد السرب في ذلك الوقت.
وفقا لراتكليف فإن التغيير في الخطة يبطل كل الجهود خلال الأيام التالية من قبل القوات المتحالفة لتحديد مكان وإنقاذ الفريق. كما تعرض ميتشل لانتقادات لرفضه نصيحة رؤسائه لتشمل المركبات في البعثة (أن تترك في نقطة الطواريء الصغيرة) التي من شأنها تيسير أسهل للعثور عليهم. استخدم فريق آخر سيارات لاند روفر. ومع ذلك اقترح أيضا أن أعضاء الدورية اتفقوا سويا على عدم أخذ المركبات لأنهم شعروا أنهم كانوا قليلي العدد والمركبات صغيرة جدا لتكون ذات فائدة وكانت غير ملائمة للمهمة التي كان من المزمع القيام بها من نقطة المراقبة الثابتة.

### الانفصال
خلال ليلة 24/25 يناير وفي حين كان ميتشل يحاول الاتصال بطائرات التحالف التي تمر باستخدام جهاز التواصل فإن الدورية عن غير قصد انفصلت إلى مجموعتين. في حين أن البعض الآخر انتظر ردا على جهاز التواصل فقد واصل فيليبس وريان وماك غون التحرك في الظلام. كلا المجموعتين لم تتبعا موعد الطوارئ القياسي الذي تدربوا عليه على الرغم من اتباع الإجراءات السليمة في الليلة السابقة. بدلا من ذلك واصلت المجموعتين بشكل مستقل شمالا نحو الحدود السورية.
بعد الانفصال تم تجهيز فيليبس وريان وماك غون ببندقية إم 16 وقاذفة القنابل اليدوية إم 203 ومسدس براوينغ هاي باور وكذلك جهاز تواصل واحد وجهاز الرؤية الليلية حول رقبة ريان. ميتشل وبرينغ ولين وكونزيليو وكوبورن فقد تم تجهيزهم بأسلحتهم الأصلية (ثلاث مدافع رشاشة خفيفة وبندقية إم 16 وقاذفة القنابل اليدوية إم 203) بالإضافة إلى المدفع الرشاش الخفيف الخاص بماك غون (الذي حمله ماك ناب ولكن تخلص منه). المجموعة الأكبر كانت تحمل جهاز تواصل واحد على الأقل وجهاز ماجلان لتحديد المواقع.
وفقا لريان فإنه كان أيضا يحمل الصاروخ المحمول لاو إم 72 66 مليمتر الذي تصارع من أجل تحريره من حقيبته خلال الاتصال الأولي. وفقا لميتشل كان الشيء الوحيد الذي انتزعه ريان من الحقيبة كان قارورة فضية وأن ميتشل هو الوحيد الذي كان يحمل الصاروخ المحمول بعد هذا الاتصال. ممكن الاقتباس من كتاب ميتشل برافو اثنين صفر الذي ذكر فيه أنه ترك الصاروخ المحمول في الحقيبة وأنه كان الوحيد الذي أخذه. على الرغم من الروايات المتضاربة فمن الممكن أن يكون رايان في نهاية المطاف أخذ الصاروخ المحمول من ميتشل وهو العنصر الذي ادعى ريان فيما بعد أنه استخدمه ضد سيارة لاند روفر عراقية. على الرغم من أن هذه الأحداث كانت محل شك لدى راتكليف الذي ذكر أن: «ريان لم يشر على الإطلاق إلى مواجهة قوات العدو في رحلته».

### وفاة فيليبس
في مساء 25 يناير غادر ريان وماك غون وفيليبس الساتر الترابي الذي بقوا فيه أثناء النهار واتجهوا إلى الشمال. عانى فيليبس من انخفاض حرارة الجسم إلى درجة أنه لم يكن في استطاعه حملة البندقية وقاذفة القنابل اليدوية اللذين سلمهما لماك غون لحملهما. أثناء استمرارهم في المشي فإن حالة فيليبس ساءت إلى درجة أنه أخطأ بين قفازاته السوداء ولون يديه وبدأت في الصراخ بصوت عال. في نهاية المطاف فقد فيليبس الاتصال مع زميليه في مكان ما حوالي الساعة الثامنة مساء بالتوقيت المحلي وتوفي بعد ذلك بوقت قصير. وفقا لريان وماك غون فإنهما بحثنا عن فيليبس لمدة عشرين دقيقة قبل اتخاذ قرار بالاستمرار في المشي من دونه بينما وفقا للسير الجنرال بيتر دي لا بيلير فإن ريان هو فقط من قام بالبحث بينما بقي ماك غون منتظرا. أشار ريان أيضا أنه لم يكن يعلم بوفاة فيليبس عندما كتب: «كنت آمل من الله أن فيليبس يقوم بنفس الفعل وأنه يبحث عنا في الأسفل». في وقت لاحق فإن ماك غون اعترف بأنه كان يعلم بوفاة فيليبس في ذلك الوقت. الرقيب فينس فيليبس وهو من قدامى المحاربين في القوات المسلحة البريطانية التي خدم فيها لمدة تسعة عشر منها ثماني سنوات في الخدمة الجوية الخاصة وكان يبلغ من العمر 36 سنة عندما مات بسبب انخفاض حرارة جسمه في مساء 25 يناير 1991 في شمال غرب العراق. وفقا للفة الشرف فإن فيليبس مات بسبب محاولته الهرب من إلقاء القبض عليه في العراق في 22 يناير 1991 في سن السادسة والثلاثين.

### القبض على ماك غون
في حوالي منتصف نهار 26 يناير تعثر ريان وماك غون براعي غنم عجوز (وفقا لماك غون) يرعى قطيع من الماعز. بعد مناقشات تنطوي على قتل الرجل فقد قرر ماك غون الذهاب معه للبحث عن سيارة في حين قرر ريان أنه لم يكن آمنا القيام بذلك وبقي بموجب الاتفاق مع ماك غون في مكانه على أن يعود بحلول الساعة السادسة والنصف مساء. أخذ ماك غون بندقية وقاذفة القنابل اليدوية لفيليبس ولكنه ترك عدة حزام لكي لا يعتبر عدواني. مشى ماك غون مع راعي الماعز لمدة أربع ساعات قبل أن يواجه مجموعة من الرجال في سيارة تويوتا لاند كروزر. وفقا لريان فإن ماك غون أطلق النار وأردى عربي غير مسلح لأنه ركض باتجاه السيارة وخلفه شخصين معهما رشاش إيه كيه-47.
بدون عدة الحزام فقد نفدت ذخيرته وتم اعتقاله بينما كان يحاول أخذ السيارة. وفقا لرواية ميتشل فإن راعي الماعز العجوز غادر المكان حيث توجه إلى كوخ ووجد سيارتين. بعد قتله جندي عراقي نظامي الذي كان يحاول الوصول إلى إحدى السيارتين فإن ستة أو سبعة خرجوا من الكوخ حيث ثلاثة منهم قتلوا قبل أن تعلق بندقية وقاذفة القنابل اليدوية لماك غون حيث تم إلقاء القبض عليه بينما كان يجلس في إحدى السيارتين. وفقا لمقابلة قدمها ماك غون في عام 2002 فإنه جاء عبر أول جندي بالقرب من السيارة: «لقد أحضرت معي بطاقتي الرابحة وقال أنها لا شيء وقال بعد ذلك أنه أقدم على دفع السيارة. أطلقت النار على رأسه. طلقة واحدة». خرج المزيد من الجنود من الكوخ فإن ماك غون استهدفهم ببندقيته وأطلق النار عليهم حتى سمع صوت نقرة فعرف أن الذخيرة نفذت منه. كان واضحا أن فيليبس لم يقم بملء خزان الذخيرة في البندقية بعد الاتصال الأولي في 24 يناير. لأسباب غير معروفة بالنسبة إلى ماك غون فإن الجنود العراقيين لم يطلقوا النار عليه ولكن بدلا من ذلك أخذوه أسيرا.

### خطف سيارة من قبل مجموعة ميتشل
خلال مساء 26 يناير استولت مجموعة ميتشل على سيارة أجرة من خلال تظاهر كونزيليو بأنه جريح في حين كان طريح على جانب طريق. عندما اقتربت السيارة جاء برينغ ولين وكوبورن من الوراء وحاصروا السيارة. وفقا لرواية ميتشل فقد تم طرد جميع ركاب سيارة الأجرة وقادوا السيارة حتى وصلوا إلى نقطة تفتيش حيث أطلق لين النار ليقتل جندي واحد في حين أن الآخرين في المجموعة قتلوا جنديين آخرين. وفقا لرواية ريان فإن المجموعة ساروا سيارؤة الأجرة إلى نقطة التفتيش من قبل أحد ركاب سيارة الأجرة العراقيين. خرجوا من السيارة وخططوا للالتقاء على الجانب الآخر من الحاجز ولكن السائق نبه الشرطة وأجبر المجموعة على مواصلة السير على الأقدام. تحقيق آشر بناء على أدلة من السائق الفعلي للسيارة وهو مسيحي من الموصل دعم رواية ريان للأحداث بأنه لم يكن هناك أي إصابات بين العراقيين. ذكر آشر أنه تتبع السيارة المعنية من خلال معرفة رقمها من قبل السائق واكتشف أنها لم تكن مثل سيارات أجرة نيويورك الصفراء كما وصفها ميتشل بل سيارة تويوتا صالون عادية. أظهرت آشر أيضا أنه لا توجد سيارات أجرة صفراء في العراق حيث أن لون سيارات الأجرة هو البرتقالي والأبيض.

### القبض على مجموعة ميتشل
في الصباح الباكر من يوم 27 يناير تواصل أفراد مجموعة ميتشل مع المدنيين المحليين والشرطة. أطلق على مونزيليو النار وقتل على يد مسلحين مدنيين في حوالي الساعة الثانية صباحا. توفي لين بسبب انخفاض حرارة الجسم في وقت لاحق من صباح ذلك اليوم نفسه بعد السباحة في نهر الفرات مع برينغ الذي جنبا إلى جنب مع ميتشل وكوبورن تم القبض عليهم في وقت لاحق. خلال تبادل لإطلاق النار قبل القبض عليهم فقد أصيب كوبرن في الذراع والكاحل.
وفقا لميتشل فقد تم نقل أربعة من أعضاء الدورية المقبوض عليهم وهم ميتشل وماك غون وبرينغ والجريح كوبرن عدة مرات وتحملوا التعذيب والاستجواب في كل موقع. وفقا لماك غون: «حوادث مثل استخراج الأسنان والحرق بملعقة ساخنة لم تحدث. من غير المعقول أن مثل هذه الحوادث قد وقعت دون أن تكون واضحة جسديا». لقطات أخبار الإفراج عن ماك غون وبرينغ في 5 مارس لم تظهر أي دليل على وجود إصابات في الوجه والجسم وأن جميع الأعضاء «في حالة جيدة» حسب قول ممثل الصليب الأحمر.
كان آخر مكان احتجزوا فيه هو في سجن أبو غريب قبل الإفراج عنهم.

### هروب ريان إلى سوريا
أقدم ريان على أطول هروب من قبل جندي في القوة الخاصة أو أي جندي آخر" بهروبه إلى سوريا حيث سار 180 ميل (290 كيلومتر) وهو أكثر الجندي جاك سيليتو الذي عبر الصحراء الليبية في عام 1942.

## المعدات

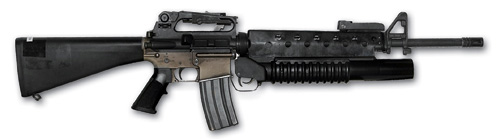
بندقية إم 16 وقاذفة القنابل اليدوية إم 203.

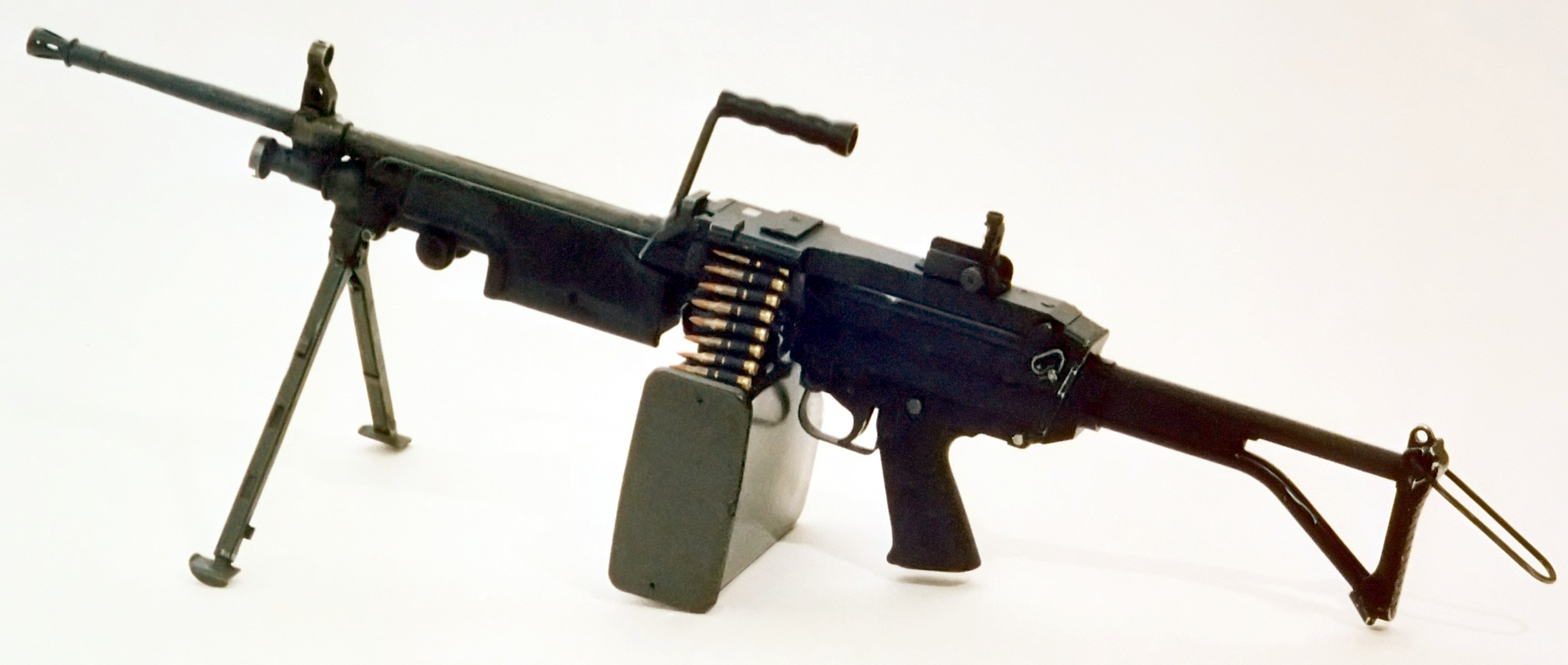
مدفع رشاش خفيف إف إن هيرستال مينيمي.

ارتدى كل عضو من أعضاء الدورية زي مموه يعود تصميمه إلى حقبة الحرب العالمية الثانية بلون رمال الصحراء. بينما كان الأعضاء الآخرين يرتدون أحذية الجيش النظامي فإن ريان (العضو الوحيد الذي تجنب القبض عليه لاحقا) قد ارتدى حذاء ريتشل غور-تيكس يبلغ سعره 100 جنيه استرليني.
كل عضو يحمل حزام وحقيبة ظهر وعلبة طعام وحقيبة تحتوي على زيين وحزام كتف ذخيرة إضافية و23 لتر جركن مياه. «الحزام يحتوي على الذخيرة والماء والغذاء والرعاية الأولية». الحقيبة التي تزن 25 كيلوغرام تحتوي على أكياس الرمل ومركز مراقبة المعدات وحصص غذاية لمدة سبعة أيام وبطاريات احتياطية للراديو ومعدات هدم (بما في ذلك متفجرات سي فور البلاستيكية وصواعق وكلا كلايمور والألغام المضادة للأفراد) وعلاج عن طريق الوريد وسوائل لحالات الطوارئ.
كان للدورية أيضا جهاز راديو يحمله لين وأربعة أجهزة تواصل يحملها ميتشل وريان واثنين آخرين للتواصل مع الطائرات الحليفة وجهاز ماجلان لتحديد المواقع يحمله كوبورن وجهاز الرؤية الليلية يحمله ماك غون ويقدر الوزن الكلي للعضو الواحد 95 كيلوجرام (209 رطل) لميتشل و120 كيلوجرام (260 رطل) من قبل ريان.
يحمل ميتشل وفيليبس وريان ولين بنادق إم 16 وقاذفة قنابل يدوية إم 203 بينما يحمل ماك غون وكونزيليو وبرينغ وكوبورن مدفع رشاش خفيف إف إن هيرستال مينيمي. كل عضو يحمل الصاروخ المحمول لاو إم 72 66 مليمتر على ظهره. نظرا لشحنة السرب المفقودة فإن فيليبس العضو الوحيد الذي يحمل سلاح احتياطي وهو مسدس براوينغ هاي باور.

## الروايات الأدبية
- كان أول كتاب عن الدورية هو السيرة الذاتية للفتنانت جنرال بيتر دي لا بيليير قائد القوات البريطانية خلال حرب الخليج الثانية. عاصفة القيادة (ISBN 0-00-255138-1) لم يذكر سوى أن الدورية مرت ولكن لم تكن ناجحة. صدر الكتاب في عام 1992.
- كتب قائد الدورية كتاب بعنوان برافو اثنين صفر (ISBN 0-440-21880-2) تحت اسم مستعار وهو أندي مكناب. استخدم ميتشل اسم مستعار له وأسماء مستعارة لأعضاء الدورية الذين نجوا ولكن بشكل مثير للجدل استخدام الأسماء الكاملة لهؤلاء الذين ماتوا. صدر الكتاب في عام 1993.
- كتب عضو ثاني من الدورية كتاب التي حصلت بعيدا (ISBN 0-09-946015-7) تحت اسم مستعار وهو كريس رايان. انتقد قيادة ميتشل للدورية وكان معاديا في اللهجة لا سيما تجاه فيليبس. عندما ظهر في برنامج تلفزيوني ألمح ريان (وربما في تراجع جزئي) إلى فيليبس بأن رجل شجاع جدا مات من انخفاض حرارة الجسم. كما هو الحال مع رواية ميتشل فقد استخدم ريان نفس الأسماء المستعارة لأولئك الذين على قيد الحياة ولكن أشار إلى فيليبس ولين وكونزيليو بأسمائهم الحقيقية. قال راتكليف عن هذه الخطوة: «شعر بحساسية من اختباء ريان وميتشل وراء أسماء مستعارة بينما ذكروا أسماء زملائهم القتلى في كتبهم في انتهاك متعمد لتقاليد الفوج». صدر الكتاب في عام 1995.
- بيتر راتكليف (رقيب أول الفوج في ذلك الوقت) كتب عين العاصفة (ISBN 1-930983-01-8) الذي يشير إلى الجدل الدائر حول الروايات المختلفة للأحداث في بعض التفاصيل. صدر الكتاب في عام 2000.
- كلا روايتي ميتشل وريان تعرضتا للتحقيق من قبل الجندي المخضرم مايكل آشر في برافو اثنين صفر الحقيقي (ISBN 0-304-36554-8). في عام 2001 سار آشر حسب المسار الأصلي للدورية وأجرى مقابلات مع العراقيين المحليين الذين شهدوا الأحداث. كان هذا الكتاب الأقرب للصحة. صدر الكتاب في عام 2003.
- سجلات حرب الخليج (ISBN 0-595-29669-6) من قبل ريتشارد لوري وروى كثيرا عن قصة الدورية وبدا بأنه يقتبس كثيرا من رواية ميتشل. صدر الكتاب في عام 2003.
- كتب عضو ثالث من الدورية الجنود الخمسة (ISBN 1-84018-907-X) تحت اسم مستعار وهو مايك كوبرن ويهدف إلى ذكر القصة الحقيقية في إشارة إلى انتقاده لعضو الدورية فينس فيليبس في المنشورات السابقة. صدر الكتاب في عام 2004. الرواية وجهت أيضا اتهامات دامغة ضد الجيش وحاولت وزارة الدفاع منع نشره ولكنها فشلت في القيام بذلك على الرغم من أنها منحت كل أرباح الكتاب.
- و. أ. هاربينسون كتب تحت اسم مستعار وهو شون كلارك ويعرض قصة مشابهة لافتة للنظر إلى ما ذكر في روايتي ميتشل وريان بعنوان خلف الخطوط العراقية (ISBN 1-898125-00 -7). الأحداث تبدو مشابهة من خلال عبور نهر الفرات ولاحقا موت ليغز لين بالقرب من كوخ شرب المياه المشعة الملوثة من قبل عضو الدوية الوحيد الذي استطاع الهرب إلى سوريا. الدورية تنقسم إلى مجموعتين تضمان ثلاثة وخمس أفراد بينما المجموعة الثلاثية يموت أحد أفرادها بسبب انخفاض حرارة الجسم وحادثة بخصوص العضو الذي يعتقد أن يديه تحولتا إلى اللون الأسود عندما كان يرتدي القفازات والاثنين الباقيين من هذه المجموعة ينقسمان بعدما قرر أحدهما اتباع راعي الماعز. ومع ذلك تم نشر كتاب هاربينسون في يوليو 1993 قبل نشر رواية ميتشل في أكتوبر 1993 بينما نشرت رواية ريان بعد ذلك بعامين. الجندي الذي هرب إلى سوريا أطلق عليه اسم داني بورتر بينما أطلق على شخصية ى ماك غون ستان وفيليبس اسم تاف. مصدر معرفة هاربينسون بالمعلومات التفصيلية المتعلقة بدورية برافو اثنين صفر الحقيقية غير معروف.
- كتب ويل فاولر عن الدورية في عدة صفحات بعنوان خلف خطوط العدو: العمليات السرية 1941-2005 (ISBN 0-00-719990-2) ومع ذلك كان يطلق على قائد الدورية اسم ميتش في حين قام بتغيير أسماء باقي أفراد الدورية كما فعلوا في الروايات السابقة. كان هذا الكتاب أقرب مصدر لقائد الدورية الحقيقي ميتشيل. الرواية تتبع نفس خط القصة الأساسية ومع ذلك عند نقطة واحدة فإنه يقول بأنة ه كان يوجد صاروخان محمولان للدورية وليست صاروخ محمول واحد حسب رواية ميتشل وريان.

## حسابات درامية وثائقية
- أنتج التلفزيون المستقل نسخة درامية مقتبس بنفس عنوان كتاب ريان في عام 1996. الفيلم من بطولة بول مكغان الذي أدى شخصية ريان وكان من إخراج بول غرينغراس.
- أنتج بي بي سي فيلم من جزئين مقتبس من رواية ميتشل بعنوان برافو اثنين صفر في عام 1998. أدى شون بين دور البطولة في شخصية مكناب بينما كان الإخراج من نصيب توم كليغ. بالإضافة إلى استخدام جميع الأسماء المستعارة فإن أسماء أعضاء الدورية الثلاثة المتوفيين فيليبس وكونزيليو ولين تم تغييرهم أيضا.
- في عام 2002 قامت القناة الرابعة البريطانية ببث برنامج آشر الوثائقي بنفس عنوان الكتاب وهو من إنتاج غافن سيرل.
- في عام 2003 أذاعت قناة جاغ الأمريكية في الحلقة الرابعة من الموسم التاسع قصة مقتبسة تماما عن قصة برافو اثنين صفر وتدور أحداثها حول قوة مشاة البحرية الأمريكية في العراق. كان اسم الفريق الذي شارك برافو اثنان واحد.
- تستند لعبة الفيديو كونفليكت : ديزيرت ستورم على أحداث برافو اثنين صفر تماما. المهمة الثالثة مقتبسة تماما من مجموعة ميتشل.
- لعبة الفيديو كونفليكت: ديزيرت ستورم 2 هي تتمة عن الجزء الأول وتستند تماما على أحداث برافو اثنين صفر. المهمة السادسة من اللعبة عن أسرى الحرب مقتبسة تماما من فترة سجن أبو غريب.
- لعبة الفيديو آي جي آي 2: الضربة السرية كان كريس رايان هو مستشار تطوير اللعبة.